# Yang (kejsarinna)
Yang, född 1162, död 1232, var en kinesisk kejsarinna, gift med kejsar Song Ningzong. Hon var Kinas regent i samregering med sin adoptivson, kejsar Song Lizong, från 1224 till 1232. 

## Biografi
Yangs mor eller adoptivmor var hovmusikern Zhang Shansheng (d. 1170) som var anställd vid änkekejsarinnan Wus hov, där också hon själv blev anställd som skådespelare och inledde ett förhållande med prins Ningzong. Hon konstruerade en falsk familjehistorik, och ämbetshavaren Yang Cishan påstod sig mot betalning vara hennes bror, varpå hon antog namnet Yang. Ett år efter Ningzongs tronbestigning 1194 gifte hon sig med honom, och efter kejsarinnan Hans död år 1200 lyckades hon efter en tävling med Gemål Cao få titeln kejsarinna trots protester från den döda kejsarinnans farbror, premiärminister Han Tuozhou. 
År 1207 lät hon mörda Han Tuozhou med hjälp av Shi Miyuan, som sedan övertog hans post. Vid kejsarens död 1223, övertalades hon av Shi Miyuan att förfalska kejsarens testamente och utse Song Lizong till hans efterträdare i stället för den arvinge som kejsaren egentligen hade utsett. 
För att visa sin tacksamhet erbjöd kejsar Song Lizong henne att regera vid hans sida som hans medregent, och efter att ha accepterat hans erbjudande regerade hon Kina vid hans sida i åtta år fram till sin egen död. Hon beskrevs länge som ökänd i den kinesiska historieskrivningen, där hon anklagades för att ha haft en hovmålare som älskare.